# Citi Field

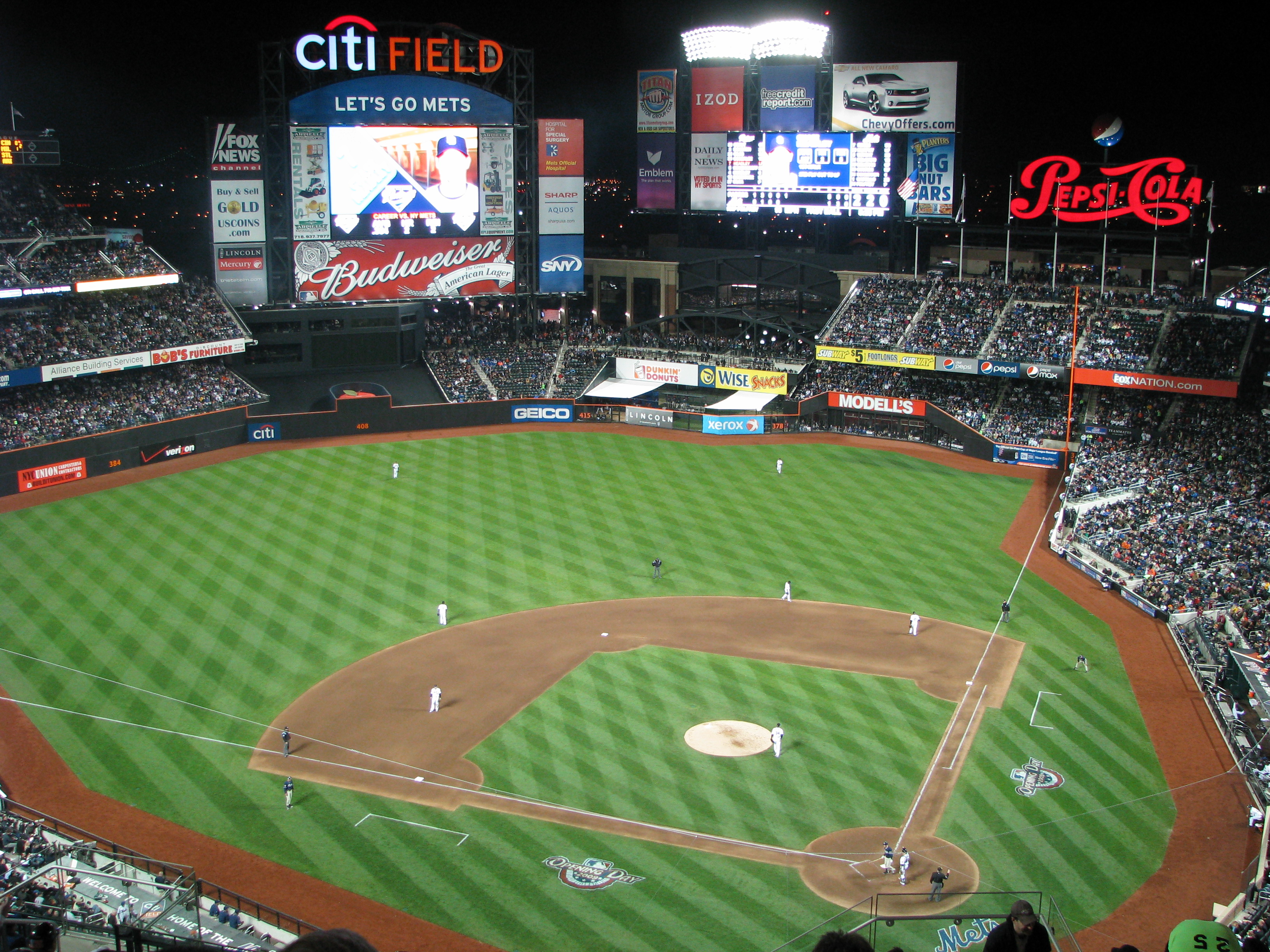
Citi Field

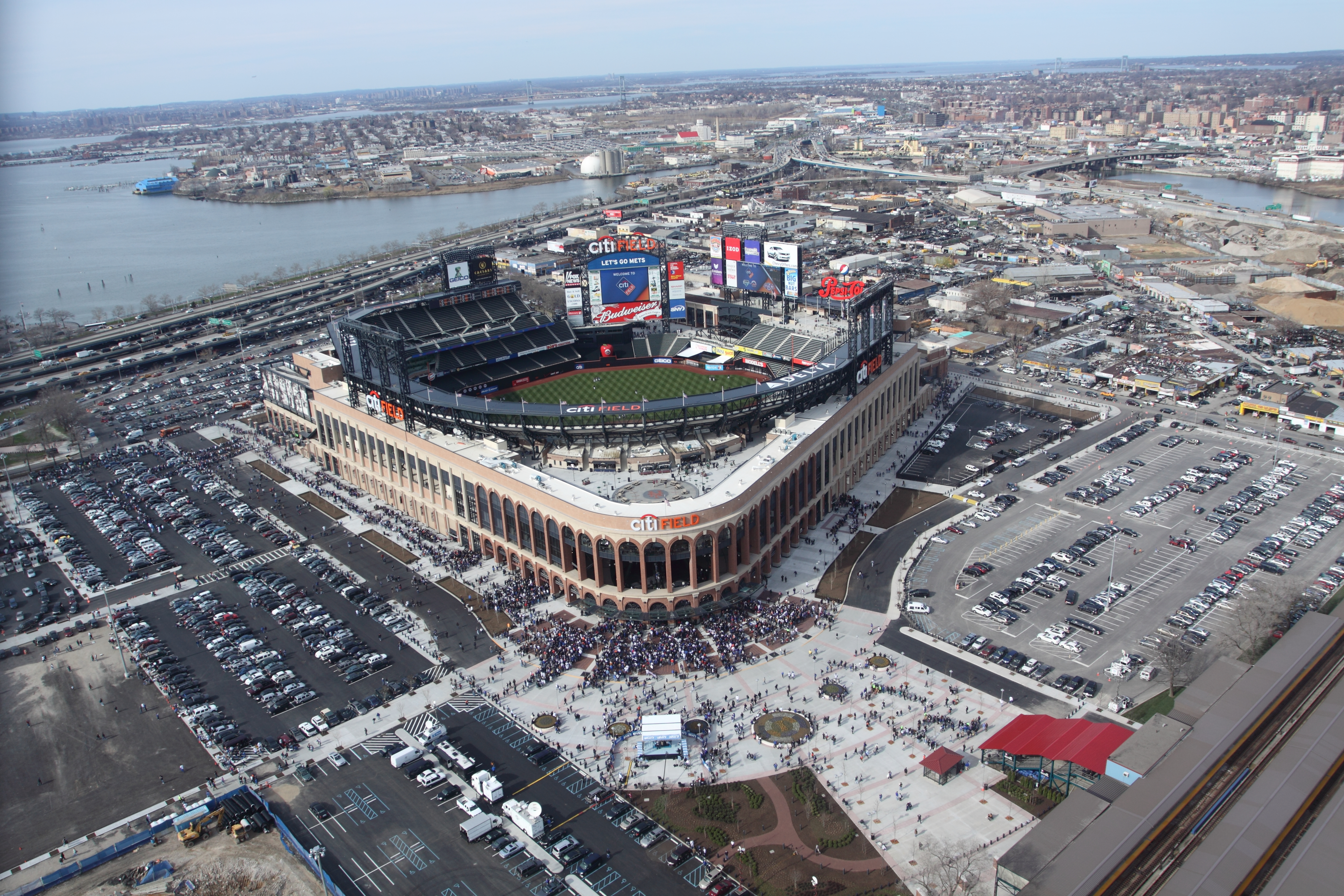
Luchtbeeld van Citi Field op de openingsdag 13 april 2009

Citi Field is een honkbalstadion in het Flushing Meadows Corona Park in de wijk Flushing in de borough Queens van New York. Het is sinds zijn ingebruikname maart 2009 het stadion van de New York Mets. Het stadion werd gebouwd van 2006 tot 2009 naast het Shea Stadium. Dit laatste werd in de winter van 2008-2009 afgebroken om plaats te maken voor bijkomende parkeergelegenheid voor het Citi Field. Het stadion heeft 41.800 zitplaatsen.